# 聰塔區
42°12′N 45°58′E / 42.200°N 45.967°E
聰塔區（俄语：Цунтинский район），是俄羅斯的一個區，位於該國西南部，由達吉斯坦共和國負責管轄，面積1,327平方公里，2010年人口18,282，人口密度每平方公里13.78人。